# Margrit Lisner
Margrit Lisner (* 14. Juli 1920 in  Wesel; † 18. September 2014) war eine deutsche Kunsthistorikerin.
Nach der Unterprimareife 1937 besuchte Margrit Lisner zunächst die Landfrauenschule in Malchow. Seit 1938 arbeitete sie im väterlichen Betrieb, der Fischwarenfirma C. Lisner & Söhne in Wesel. Von 1946 bis 1949 arbeitete sie für den Denkmal- und Museumsrat Nordwestdeutschland in Bonn. 1948 legte sie die Begabtenprüfung für die Zulassung zum Hochschulstudium ab. Im Sommersemester 1949 begann sie das Studium der Kunstgeschichte in Bonn, 1950 wechselte sie nach München, 1952 nach Freiburg. Hier wurde sie 1955 bei Kurt Bauch promoviert, 1963 wurde sie in Freiburg habilitiert. Von 1964 bis zu ihrem Ruhestand 1982 lehrte sie Kunstgeschichte an der Universität Freiburg, seit 1970 als Professorin. Sie war die erste Professorin am kunstgeschichtlichen Institut an der Universität Freiburg. Sie hinterließ der Universität ihre Kunstsammlung, damit aus dem Verkaufserlös kunsthistorische Italien-Forschungen unterstützt werden können.
Ihr Forschungsgebiet war die italienische Kunst, vor allem die Plastik der Renaissance. So publizierte sie Studien zu Luca della Robbia, Donatello und Michelangelo. Ihr gelang 1962 die Zuweisung eines hölzernen Kruzifix in Santo Spirito in Florenz an Michelangelo.

## Veröffentlichungen (Auswahl)
- Die Sängerkanzel des Luca della Robbia. Freiburg 1955 (= Dissertation, mit Lebenslauf)
- Luca Della Robbia. Die Sängerkanzel. Reclam, Stuttgart 1960
- Holzkruzifixe in Florenz und in der Toskana von der Zeit um 1300 bis zum frühen Cinquecento. Bruckmann, München 1970 (= Habilitationsschrift)